# Zhang Qingli
Zhang Qingli – chińska judoczka.
Zajęła siódme miejsce na mistrzostwach świata w 1999. Startowała w Pucharze Świata w latach 1996, 1998 i 1999. Złota medalistka mistrzostw Azji w 1999 roku.